# Allantospermum
Allantospermum là một chi thực vật có hoa trong họ Irvingiaceae.

## Loài
Chi Allantospermum gồm các loài: